# Swim Cup Eindhoven 2012
De Swim Cup Eindhoven 2012 was een internationale zwemwedstrijd die werd gehouden van 12 tot en met 15 april 2012 in het Pieter van den Hoogenband Zwemstadion in Eindhoven. De wedstrijden vonden plaats in een 50 meterbad. Deze wedstrijd telde samen met de wereldkampioenschappen van 2011, de open Nederlandse kampioenschappen van 2011 en de Amsterdam Swim Cup 2012 voor de Nederlandse zwemmers mee voor de kwalificatie voor de Olympische Zomerspelen van 2012 in Londen en de Europese kampioenschappen zwemmen 2012 in Debrecen.

## Wedstrijdschema
Hieronder het geplande tijdschema van de wedstrijd, alle aangegeven tijdstippen zijn Midden-Europese Tijd.
| Donderdag 07/04 | Vrijdag 08/04 | Zaterdag 09/04 | Zondag 10/04 |
| --- | --- | --- | --- |
| Series - vanaf 9:30 uur | | | |
| 50m school vrouwen 50m school mannen 400m vrij vrouwen 400m vrij mannen 200m wissel vrouwen 200m wissel mannen 100m vrij mannen 100m vrij vrouwen       | 100m rug mannen 100m rug vrouwen 200m school mannen 200m school vrouwen 50m vlinder vrouwen 50m vlinder mannen 800m vrij mannen 800m vrij vrouwen                   | 200m vrij vrouwen 200m vrij mannen 400m wissel vrouwen 400m wissel mannen 50m vrij mannen 50m vrij vrouwen 50m rug vrouwen 50m rug mannen 100m vlinder vrouwen 100m vlinder mannen       | 200m rug mannen 200m rug vrouwen 100m school mannen 100m school vrouwen 200m vlinder mannen 200m vlinder vrouwen 1500m vrij mannen 1500m vrij vrouwen                                   |
| Finales - vanaf 17:00 uur | Finales - vanaf 17:00 uur | Finales - vanaf 17:00 uur | vanaf 16:00 uur |
| 50m school vrouwen 50m school mannen 400m vrij vrouwen 400m vrij mannen 200m wissel vrouwen 200m wissel mannen HF 100m vrij mannen HF 100m vrij vrouwen | 800m vrij vrouwen 100m rug mannen 100m rug vrouwen 200m school mannen 200m school vrouwen 100m vrij mannen 100m vrij vrouwen 50m vlinder vrouwen 50m vlinder mannen | 200m vrij vrouwen 200m vrij mannen 400m wissel vrouwen 400m wissel mannen HF 50m vrij mannen HF 50m vrij vrouwen 50m rug vrouwen 50m rug mannen 100m vlinder vrouwen 100m vlinder mannen | 1500m vrij mannen 200m rug mannen 200m rug vrouwen 100m school mannen 100m school vrouwen 50m vrij mannen 50m vrij vrouwen 200m vlinder mannen 200m vlinder vrouwen 4×200m vrij vrouwen |

## Olympische kwalificatie
De KNZB en NOC*NSF stelden onderstaande limieten vast voor deelname aan de Olympische Zomerspelen van 2012. Tien zwemmers ontvingen op basis van hun prestaties op de wereldkampioenschappen 2011 een nominatie. Op de Open Nederlandse kampioenschappen van 2011 toonden negen van hen vormbehoud.

### Limieten

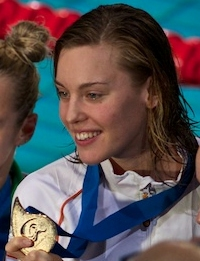
Femke Heemskerk nomineerde zich tijdens de WK in Shanghai voor de Olympische Spelen in Londen.

| Discipline        | Mannen         | Mannen         | Vrouwen        | Vrouwen        |
| Discipline        | A-limiet       | B-limiet       | A-limiet       | B-limiet       |
| ----------------- | -------------- | -------------- | -------------- | -------------- |
| 50m vrije slag    | 22,04          | 22,26          | 25,01          | 25,26          |
| 100m vrije slag   | 48,67          | 49,16          | 54,30          | 54,94          |
| 200m vrije slag   | 1.47,42        | 1.48,49        | 1.57,80        | 1.58,98        |
| 400m vrije slag   | 3.47,90        | 3.50,18        | 4.06,92        | 4.09,39        |
| 800m vrije slag   | niet olympisch | niet olympisch | 8.29,41        | 8.34,51        |
| 1500m vrije slag  | 15.06,39       | 15.15,46       | niet olympisch | niet olympisch |
| 100m rugslag      | 54,00          | 54,55          | 1.00,40        | 1.01,01        |
| 200m rugslag      | 1.57,93        | 1.59,11        | 2.09,68        | 2.10,98        |
| 100m schoolslag   | 1.00,53        | 1.01,13        | 1.07,93        | 1.08,60        |
| 200m schoolslag   | 2.11,39        | 2.12,70        | 2.25,63        | 2.27,09        |
| 100m vlinderslag  | 52,20          | 52,72          | 58,32          | 58,90          |
| 200m vlinderslag  | 1.56,29        | 1.57,45        | 2.08,24        | 2.09,53        |
| 200m wisselslag   | 1.59,58        | 2.00,78        | 2.12,10        | 2.13,42        |
| 400m wisselslag   | 4.15,50        | 4.18,06        | 4.39,71        | 4.42,51        |
| 4×100m vrije slag | 3.17,35        | 3.17,35        | 3.43,41        | 3.43,41        |
| 4×200m vrije slag | 7.15,65        | 7.15,65        | 8.02,30        | 8.02,30        |
| 4×100m wisselslag | 3.36,82        | 3.36,82        | 4.03,98        | 4.03,98        |

### Gekwalificeerden
Tijdens de wereldkampioenschappen in Shanghai en de Amsterdam Swim Cup heeft een aantal zwemmers en zwemsters reeds voldaan aan de kwalificatie-eis (A-limiet), negen van hen toonden vormbehoud (B-limiet) tijdens de Open Nederlandse kampioenschappen en moeten enkel nog bij de snelste twee zwemmers van Nederland blijven om deelname aan de Olympische Spelen af te dwingen. Voor de estafetteploegen geldt dat zij ofwel tijdens de wereldkampioenschappen bij de beste twaalf moesten eindigen of op een later moment een tijd zwemmen die sneller of gelijk is aan de tijd van de nummer twaalf van de wereldkampioenschappen. De 4×100 meter wisselslagestafette bij de mannen en zowel de 4×100 meter vrije slag estafette als de 4×100 meter wisselslagestafette bij de vrouwen eindigden op de wereldkampioenschappen bij de beste twaalf.
| Mannen                | Mannen            |
| Zwemmer               | Afstand(en)       |
| --------------------- | ----------------- |
| Nick Driebergen       | 100m rug          |
| Job Kienhuis          | 1500m vrij        |
| Joeri Verlinden       | 100m vlinder      |
| Sebastiaan Verschuren | 100m en 200m vrij |

| Vrouwen               | Vrouwen           |
| Zwemmer               | Afstand(en)       |
| --------------------- | ----------------- |
| Inge Dekker           | 50m vrij          |
| Femke Heemskerk       | 100m en 200m vrij |
| Ranomi Kromowidjojo   | 50m en 100m vrij  |
| Moniek Nijhuis        | 100m school       |
| Sharon van Rouwendaal | 200m rug          |
| Marleen Veldhuis      | 50m vrij          |

### Genomineerden
Lennart Stekelenburg (100 meter schoolslag) en Sharon van Rouwendaal (100 meter rugslag) moeten nog vormbehoud tonen.
| Mannen               | Mannen      |
| Zwemmer              | Afstand(en) |
| -------------------- | ----------- |
| Lennart Stekelenburg | 100m school |

| Vrouwen               | Vrouwen     |
| Zwemmer               | Afstand(en) |
| --------------------- | ----------- |
| Sharon van Rouwendaal | 100m rug    |

### Vormbehoud getoond tijdens ONK
| Datum    | Naam                 | Onderdeel           | Tijd    |
| -------- | -------------------- | ------------------- | ------- |
| 15 april | Lennart Stekelenburg | 100m schoolslag (m) | 1.00,97 |

### Limieten behaald tijdens Swim Cup
| Datum    | Naam             | Onderdeel            | Tijd  |
| -------- | ---------------- | -------------------- | ----- |
| 12 april | Marleen Veldhuis | 100m vrije slag (v)  | 54,15 |
| 13 april | Bastiaan Lijesen | 100m rugslag (m)     | 53,86 |
| 14 april | Inge Dekker      | 100m vlinderslag (v) | 58,22 |

## Nederlandse records
| Datum    | Onderdeel           | Nieuwe recordhouder | Tijd  | Oude recordhouder | Tijd  | Datum         |
| -------- | ------------------- | ------------------- | ----- | ----------------- | ----- | ------------- |
| 13 april | 100m vrije slag (v) | Ranomi Kromowidjojo | 52,75 | Marleen Veldhuis  | 53,17 | 18 april 2009 |
| 14 april | 50m rugslag (m)     | Bastiaan Lijesen    | 24,86 | Bastiaan Lijesen  | 25,04 | 9 april 2011  |
| 14 april | 50m rugslag (m)     | Bastiaan Lijesen    | 24,79 | Bastiaan Lijesen  | 24,86 | 14 april 2012 |

## Medailles
Legenda
- WR = Wereldrecord
- ER = Europees record
- NR = Nederlands record
- (Q) = Voldaan aan de OS-richttijd (A-limiet)
- (V) = Vormbehoud getoond (B-limiet)

### Mannen
| Onderdeel   | Goud                            | Goud      | Zilver                          | Zilver   | Brons                             | Brons    |
| ----------- | ------------------------------- | --------- | ------------------------------- | -------- | --------------------------------- | -------- |
| Vrije slag  |                                 |           |                                 |          |                                   |          |
| 50 m        | Bruno Fratus Brazilië           | 21,87     | Stefan Nystrand Zweden          | 22,08    | Sergej Fesikov Rusland            | 22,40    |
| 100 m       | Stefan Nystrand Zweden          | 48,99     | Sebastiaan Verschuren Nederland | 49,11    | Emmanuel Vanluchene België        | 49,82    |
| 200 m       | Sebastiaan Verschuren Nederland | 1.47,38   | Dion Dreesens Nederland         | 1.47,61  | Arjen van der Meulen Nederland    | 1.50,50  |
| 400 m       | David Carry Verenigd Koninkrijk | 3.50,52   | Dion Dreesens Nederland         | 3.52,00  | Richard Nagy Slovenië             | 3.55,58  |
| 800 m       | Job Kienhuis Nederland          | 8.03,95   | Richard Nagy Slovenië           | 8.05,13  | Stephen Milne Verenigd Koninkrijk | 8.10,80  |
| 1500 m      | Job Kienhuis Nederland          | 15.11,77  | Richard Nagy Slovenië           | 15.36,72 | Stephen Milne Verenigd Koninkrijk | 15.42,63 |
| Rugslag     |                                 |           |                                 |          |                                   |          |
| 50 m        | Bastiaan Lijesen Nederland      | 24,79 NR  | Guilherme Guido Brazilië        | 24,94    | Nick Driebergen Nederland         | 25,25    |
| 100 m       | Bastiaan Lijesen Nederland      | 53,86 (Q) | Nick Driebergen Nederland       | 54,20    | Guilherme Guido Brazilië          | 55,25    |
| 200 m       | Nick Driebergen Nederland       | 1.57,96   | Lukas Rauftin Zwitserland       | 2.01,62  | Sander Helderweirt België         | 2.02,45  |
| Schoolslag  |                                 |           |                                 |          |                                   |          |
| 50 m        | João Gomes Junior Brazilië      | 27,82     | Lennart Stekelenburg Nederland  | 28,01    | Bram Dekker Nederland             | 28,06    |
| 100 m       | Lennart Stekelenburg Nederland  | 1.01,04   | João Gomes Junior Brazilië      | 1.01,62  | Raphael Rodrigues Brazilië        | 1.02,23  |
| 200 m       | Lennart Stekelenburg Nederland  | 2.11,70   | Sébas van Lith Nederland        | 2.15,79  | Jonas Coreelman België            | 2.16,04  |
| Vlinderslag |                                 |           |                                 |          |                                   |          |
| 50 m        | Joeri Verlinden Nederland       | 23,75     | Duje Draganja Kroatië           | 23,84    | Henrique Martins Brazilië         | 24,03    |
| 100 m       | Joeri Verlinden Nederland       | 52,07     | Gabriel Mangabeira Brazilië     | 52,94    | Henrique Martins Brazilië         | 53,74    |
| 200 m       | Francesco Pavone Italië         | 1.57,06   | Joeri Verlinden Nederland       | 1.59,81  | Simon Sjödin Zweden               | 2.01,11  |
| Wisselslag  |                                 |           |                                 |          |                                   |          |
| 200 m       | Sébas van Lith Nederland        | 2.02,64   | Mike Marissen Nederland         | 2.04,20  | Jens Bakker Nederland             | 2.04,26  |
| 400 m       | Sébas van Lith Nederland        | 4.23,66   | Simon Sjödin Nederland          | 4.24,21  | Davy Verreussel Nederland         | 4.27,86  |

### Vrouwen
| Onderdeel   | Goud                                                | Goud     | Zilver                     | Zilver   | Brons                                  | Brons     |
| ----------- | --------------------------------------------------- | -------- | -------------------------- | -------- | -------------------------------------- | --------- |
| Vrije slag  |                                                     |          |                            |          |                                        |           |
| 50 m        | Ranomi Kromowidjojo Nederland                       | 24,10    | Marleen Veldhuis Nederland | 24,32    | Inge Dekker Nederland                  | 24,57     |
| 100 m       | Ranomi Kromowidjojo Nederland                       | 52,75 NR | Sarah Sjöström Zweden      | 53,30    | Marleen Veldhuis Nederland             | 53,95 (Q) |
| 200 m       | Wendy van der Zanden Nederland                      | 2.00,44  | Rieneke Terink Nederland   | 2.00,60  | Andrea Kneppers Nederland              | 2.00,62   |
| 400 m       | Julia Hassler Liechtenstein                         | 4.14,03  | Katarina Filova Slovenië   | 4.17,07  | Judith Stap Nederland                  | 4.17,31   |
| 800 m       | Julia Hassler Liechtenstein                         | 8.41,64  | Judith Stap Nederland      | 8.54,41  | Lucinda Campbell Verenigd Koninkrijk   | 8.58,35   |
| 1500 m      | Julia Hassler Liechtenstein                         | 16.42,58 | Judith Stap Nederland      | 17.01,04 | Camilla Hattersley Verenigd Koninkrijk | 17.07,55  |
| Rugslag     |                                                     |          |                            |          |                                        |           |
| 50 m        | Maaike de Waard Nederland Annemarie Worst Nederland | 29,44    | niet uitgereikt            |          | Esmee Bos Nederland                    | 29,52     |
| 100 m       | Sharon van Rouwendaal Nederland                     | 1.01,07  | Kira Toussaint Nederland   | 1.01,28  | Annemarie Worst Nederland              | 1.02,20   |
| 200 m       | Sharon van Rouwendaal Nederland                     | 2.10,14  | Annemarie Worst Nederland  | 2.12,82  | Kira Toussaint Nederland               | 2.13,04   |
| Schoolslag  |                                                     |          |                            |          |                                        |           |
| 50 m        | Jennie Johansson Zweden                             | 31,52    | Moniek Nijhuis Nederland   | 31,57    | Anouk Elzerman Nederland               | 32,15     |
| 100 m       | Jennie Johansson Zweden                             | 1.08,29  | Moniek Nijhuis Nederland   | 1.08,50  | Joline Höstman Zweden                  | 1.09,21   |
| 200 m       | Joline Höstman Zweden                               | 2.26,62  | Buse Guenaydin Turkije     | 2.29,20  | Jennie Johansson Zweden                | 2.31,87   |
| Vlinderslag |                                                     |          |                            |          |                                        |           |
| 50 m        | Triin Aljand Estland                                | 26,48    | Farida Osman Egypte        | 26,66    | Kelly de Jong Nederland                | 26,85     |
| 100 m       | Sarah Sjöström Zweden                               | 58,08    | Martina Granström Zweden   | 59,07    | Danielle Villars Zwitserland           | 1.00,37   |
| 200 m       | Martina Granström Zweden                            | 2.09,09  | Ida Marko-Varga Zweden     | 2.12,17  | Katarína Listopadová Slowakije         | 2.15,27   |
| Wisselslag  |                                                     |          |                            |          |                                        |           |
| 200 m       | Wendy van der Zanden Nederland                      | 2.13,14  | Martina Granström Zweden   | 2.17,01  | Stefania Pirozzi Italië                | 2.17,13   |
| 400 m       | Stefania Pirozzi Italië                             | 4.43,94  | Marjolein Delno Nederland  | 4.58,85  | Cynthia Verkaik Nederland              | 4.58,86   |